# Saint-Jacques-d’Aliermont
Saint-Jacques-d’Aliermont település Franciaországban, Seine-Maritime megyében. Lakosainak száma 362 fő (2022. január 1.). Saint-Jacques-d’Aliermont Dampierre-Saint-Nicolas, Freulleville, Meulers, Notre-Dame-d’Aliermont, Saint-Nicolas-d’Aliermont és Saint-Vaast-d’Équiqueville községekkel határos.

## Népesség
A település népessége az elmúlt években az alábbi módon változott:
| Lakosok száma | 370  | 357  | 354  | 349  | 344  | 344  | 341  | 352  | 362  |
|               | 2013 | 2015 | 2016 | 2017 | 2018 | 2019 | 2020 | 2021 | 2022 |